# Goryphus albopictus
Goryphus albopictus är en stekelart som först beskrevs av Smith 1859.  Goryphus albopictus ingår i släktet Goryphus och familjen brokparasitsteklar. Inga underarter finns listade i Catalogue of Life.